# Medusa e altri dei
Medusa e altri dei (Caviar) è un'antologia di racconti fantascientifici di Theodore Sturgeon del 1955.
L'antologia è uscita in Italia il 19 novembre 1989 nella collana Urania (n. 1114), nella traduzione di Massimo Patti.

## Racconti
- Piccolo grande dio (Microcosmic God)
- Medusa (Medusa)
- Presenza di spirito (Ghost of a Chance)
- Colabrodo (Blabbermouth)
- Bambino prodigio (Prodigy)
- Un'ombra sul muro (Shadow, Shadow on the Wall)
- Twink (Twink)
- Frammento luminoso (Bright Segment)